# Somethin’ Stupid

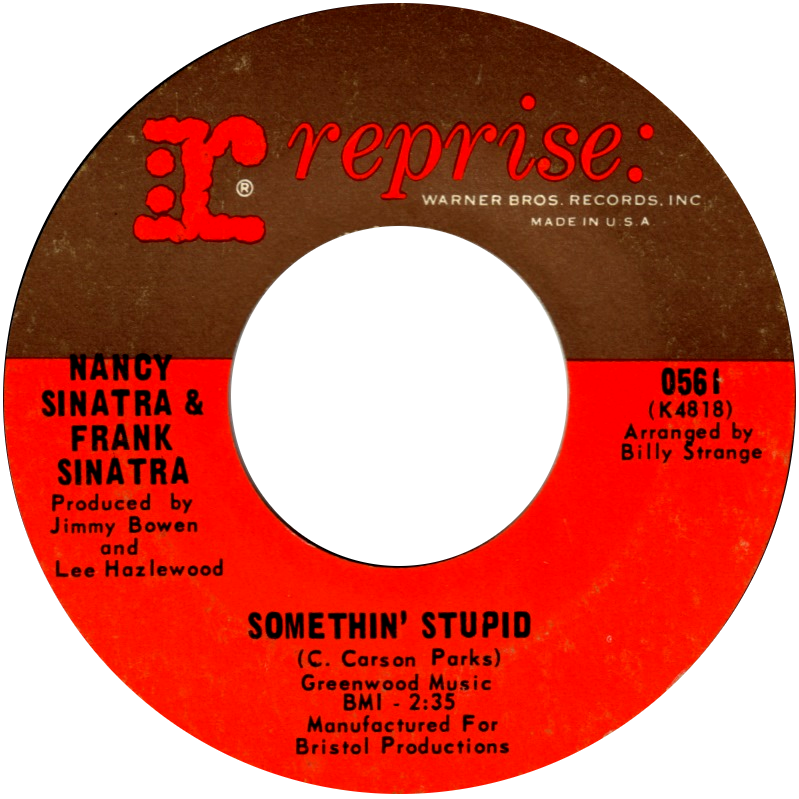
Singel Franka i Nancy Sinatry z piosenką „Somethin’ Stupid”

Somethin' Stupid – piosenka napisana przez Carsona Parksa, której pierwszym wykonawcą był Parks i jego żona Gaile Foote. Singiel wydany został w roku 1966 pod szyldem „Carson and Gaile”.

## Pozostałe wersje
W 1967 roku utwór zaśpiewał Frank Sinatra i jego córka Nancy. Pojawił się on na albumie The World We Knew. Somethin' Stupid wykonywała jeszcze w tym samym roku Tammy Wynette z Davidem Houstonem na Elusive Dreams oraz Sacha Distel w wersji francuskiej - Ces mots stupides.
W 1995 roku utwór nagrali: Ali Campbell z UB40 i jego córka Kibibi Campbell; 2005 roku Albin de la Simone z Jeanne Cherhal. Wykonywali ją również Amanda Barrie i Johnny Briggs; Global Kryner; The Mavericks (album The Best of The Mavericks) i inni. 
W 2001 roku Robbie Williams wydał płytę Swing When You're Winning, na której znalazł się cover piosenki Somethin' Stupid, śpiewany w duecie z Nicole Kidman.